# Parque nacional Serra dos Órgãos
El Parque nacional Serra dos Órgãos es una unidad de conservación situada en el macizo de la Serra dos Órgãos, abarcando los municipios de Guapimirim, Magé, Petrópolis y Teresópolis, en el estado de Río de Janeiro, Brasil. Con un área de 20 030 ha.
Está abierto para visitas permanente. Está administrado por el Instituto Chico Mendes para la Conservación de la Biodiversidad.
Normalmente de mayo a septiembre está abierta la temporada de montañismo, con aventureros de todas partes buscando el contacto directo con la naturaleza. El principal itinerario es la Travesía Petrópolis-Teresópolis, que exige tres días y está considerada la caminata más bonita de Brasil.
El nombre del parque deriva de la semejanza de los picos de la sierra con los tubos de órganos de iglesia, derivando de ahí el nombre Serra dos Órgãos (en español: Sierra de los Órganos).

## Geografía
Serra dos Órgãos es el nombre de la región de Serra do Mar en la parte central del estado de Río de Janeiro. Tiene una superficie de 20.024 hectáreas. El tramo es un escarpe en el extremo norte del graben de Guanabara, entre los municipios de Petrópolis y Teresópolis. El nombre proviene de la similitud percibida de las formaciones rocosas verticales creadas por la erosión con los tubos de órgano utilizados en las iglesias portuguesas de la época colonial.
Atravesado por una notable red hidrográfica, representada por los ríos Paquequer, Beija-Flor, Soberbo, Iconha, Bananal, Santo Aleixo, Itamarati, Bonfim y Jacó, el suelo del Parque dio origen a un denso bosque, con diversos ambientes. En la vegetación secundaria predominan las palmeras y, en altitudes de hasta 500 m, se encuentran palmitos, pindobinhas, xaxim y, particularmente, embaúba.

## Galería

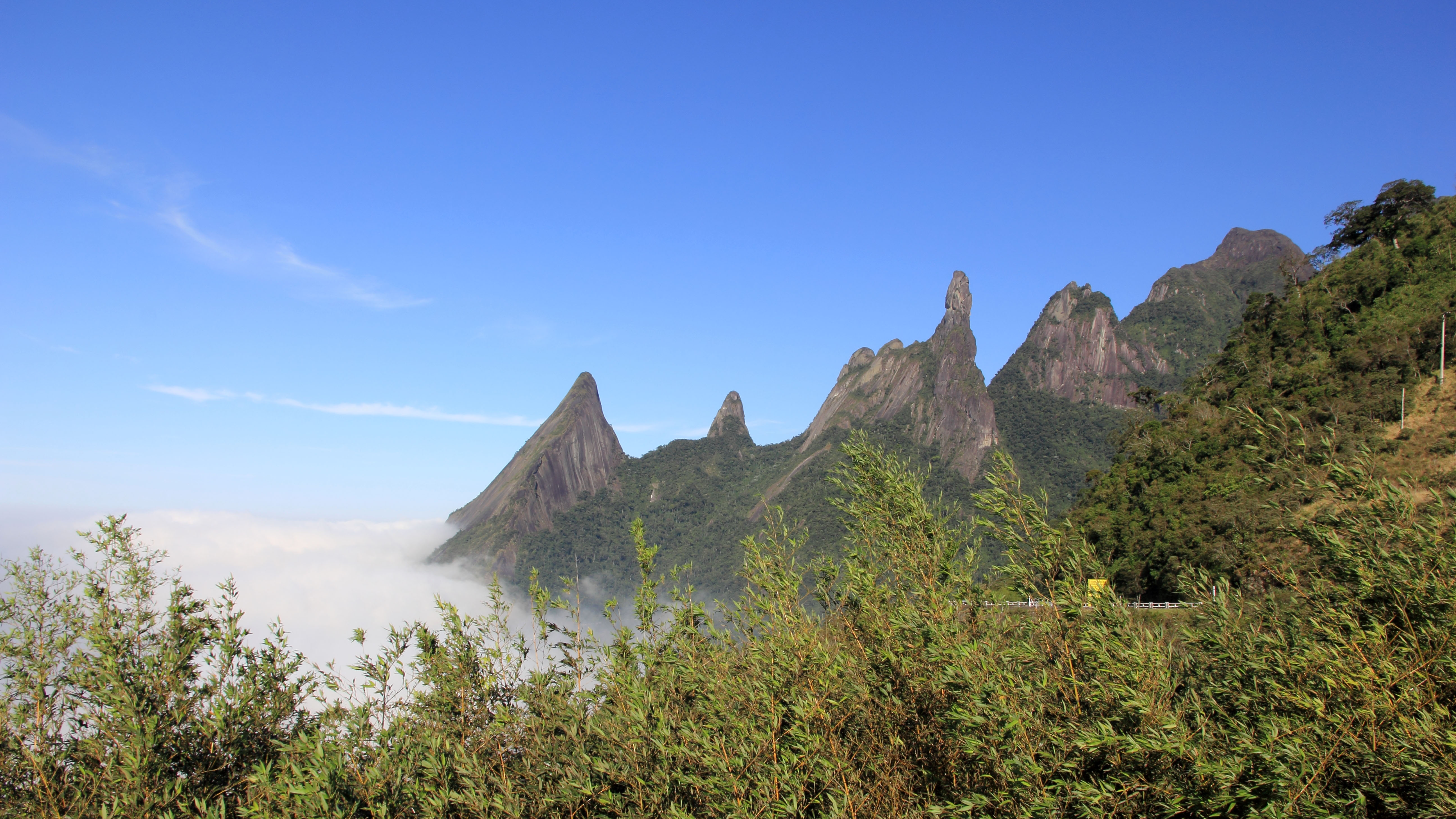
Picos  (de izquierda a derecha): Escalavrado, Dedo de Nossa Senhora, Dedo de Deus, Cabeça de Peixe and Santo Antônio.
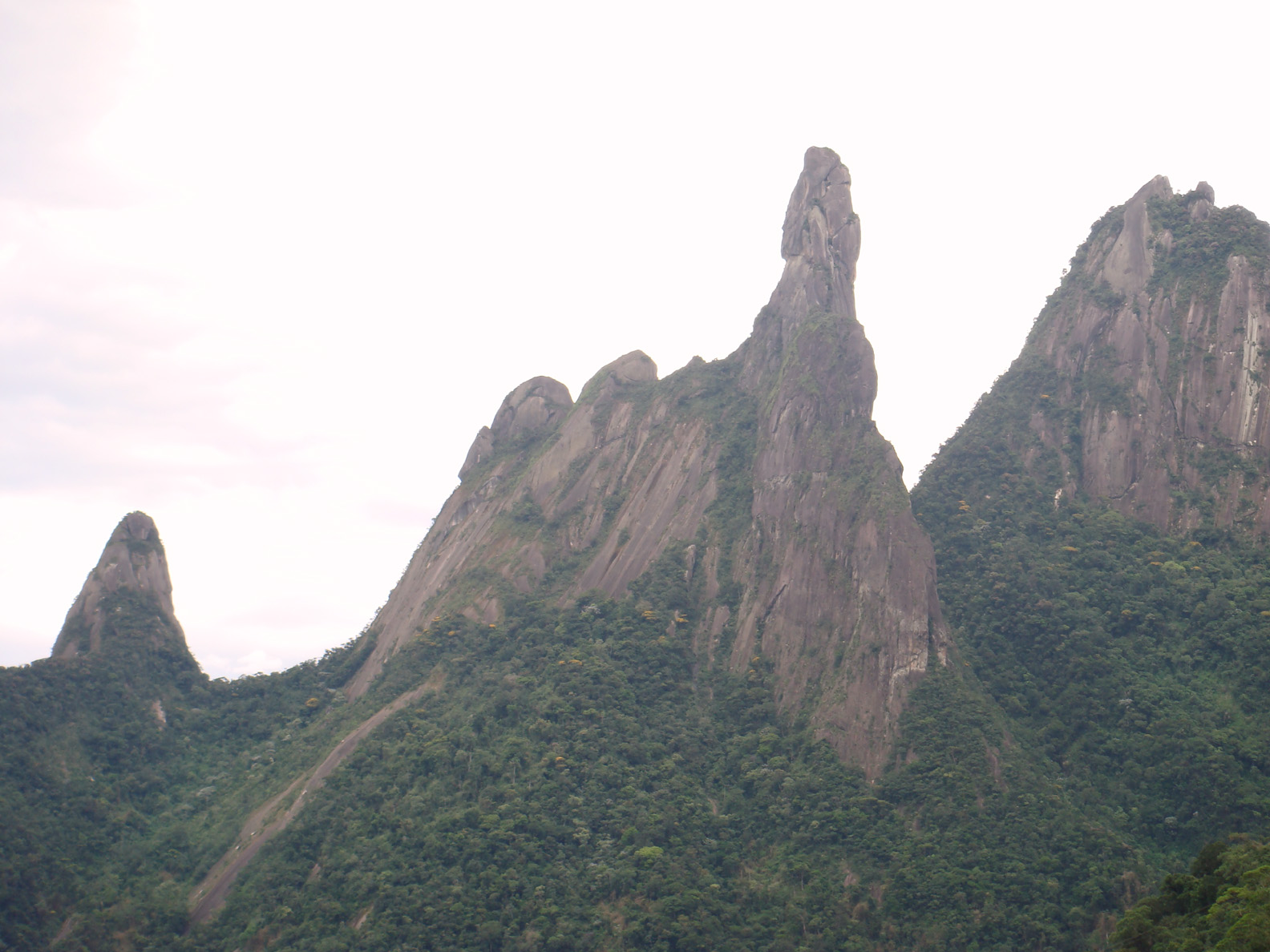
Dedos de Dios
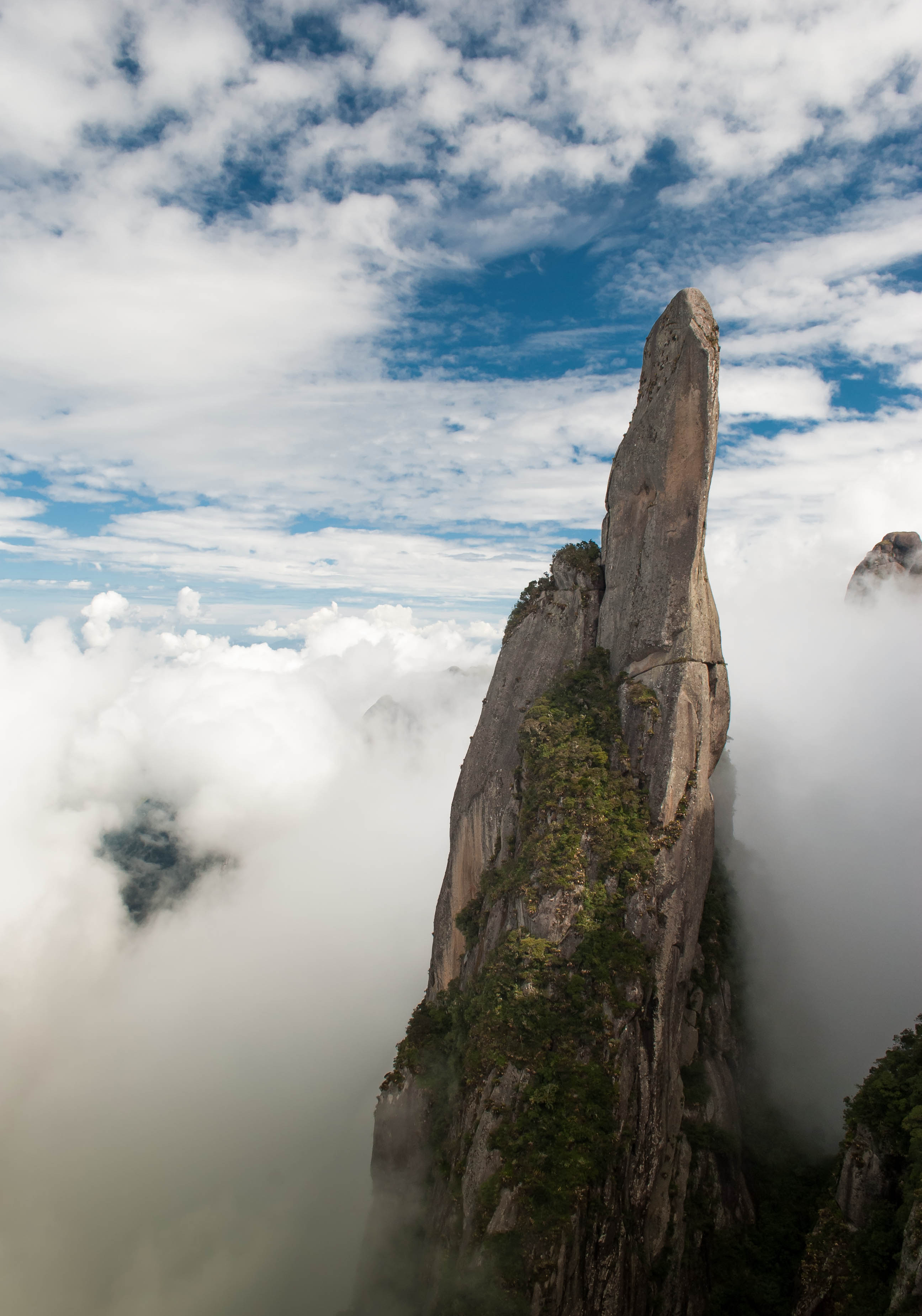
Agujas el diablo
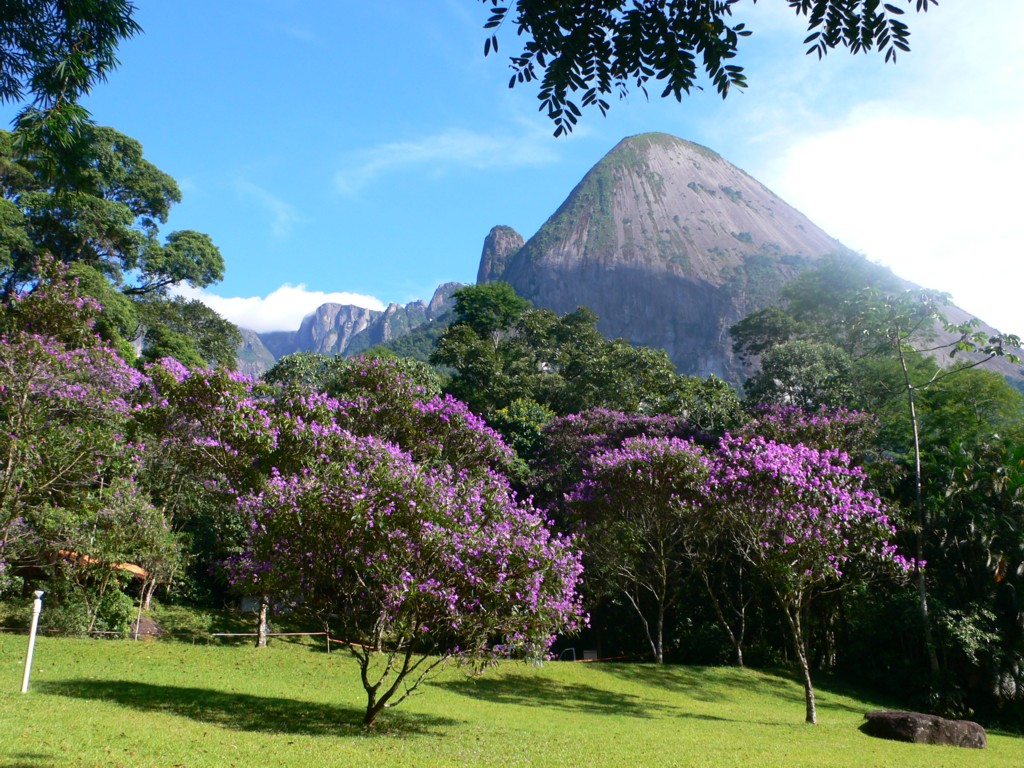
Vista del parque  en Teresópolis, parte d Serra do Mar mountain range
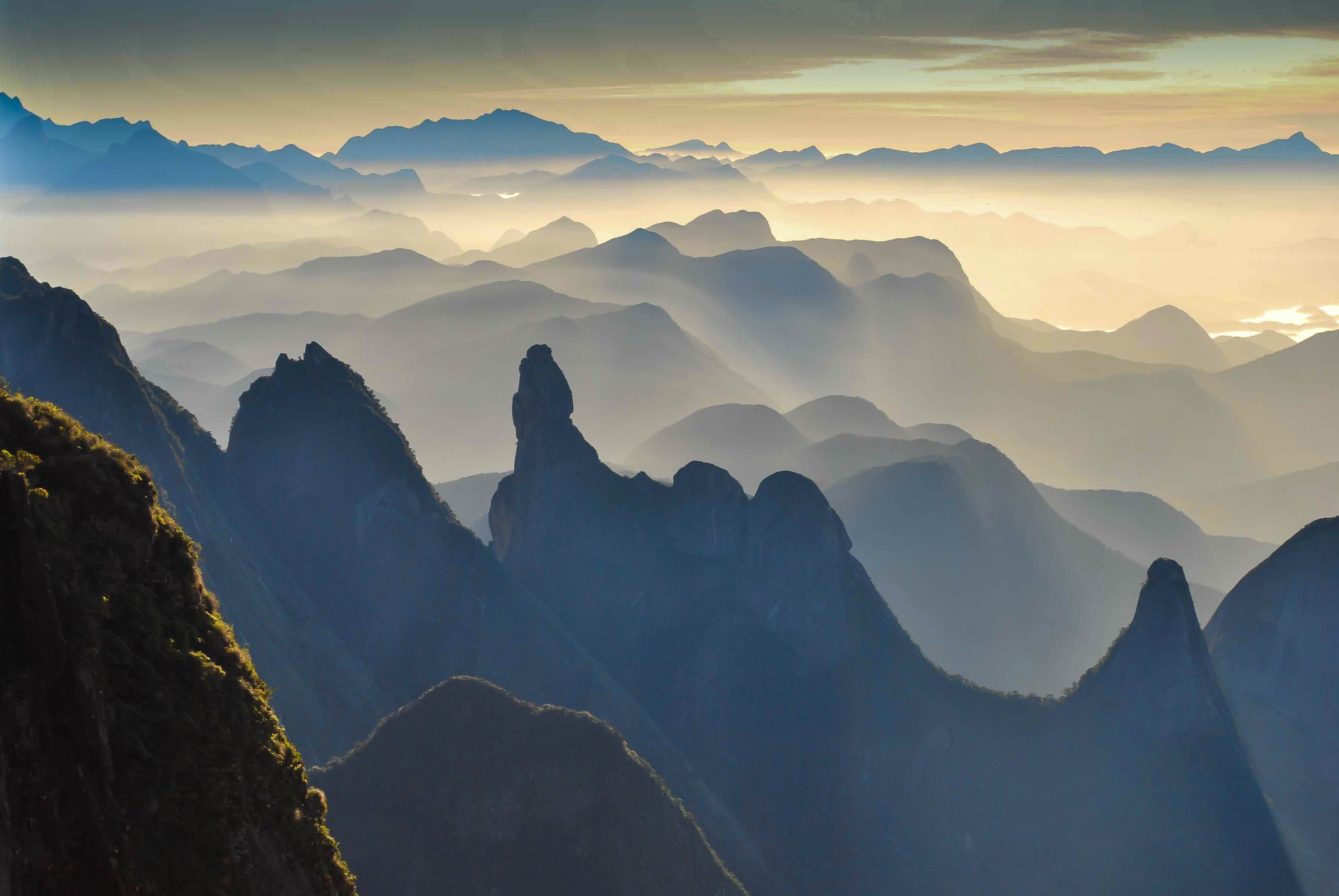
Amanecer
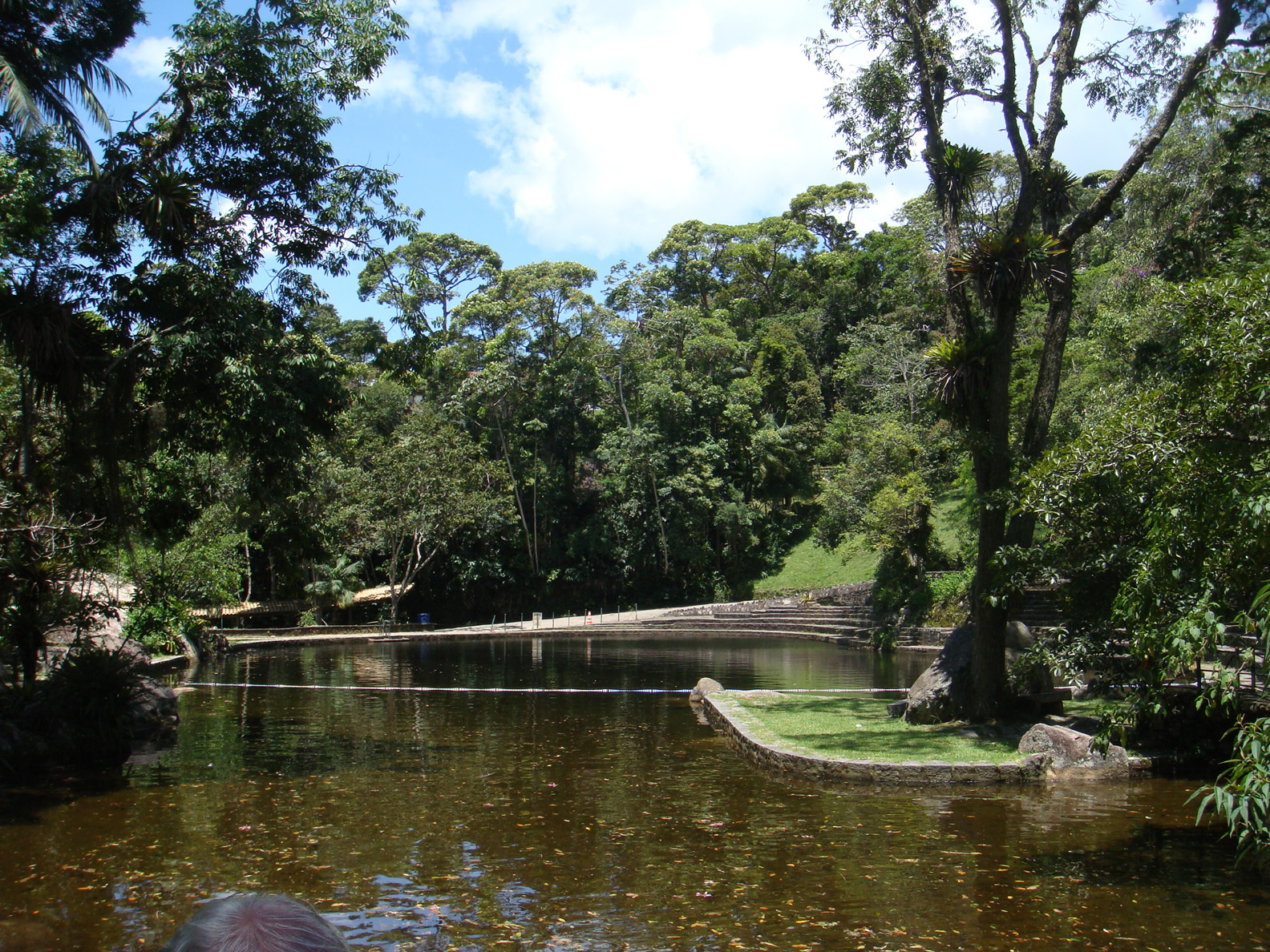
Piscina de agua mineral
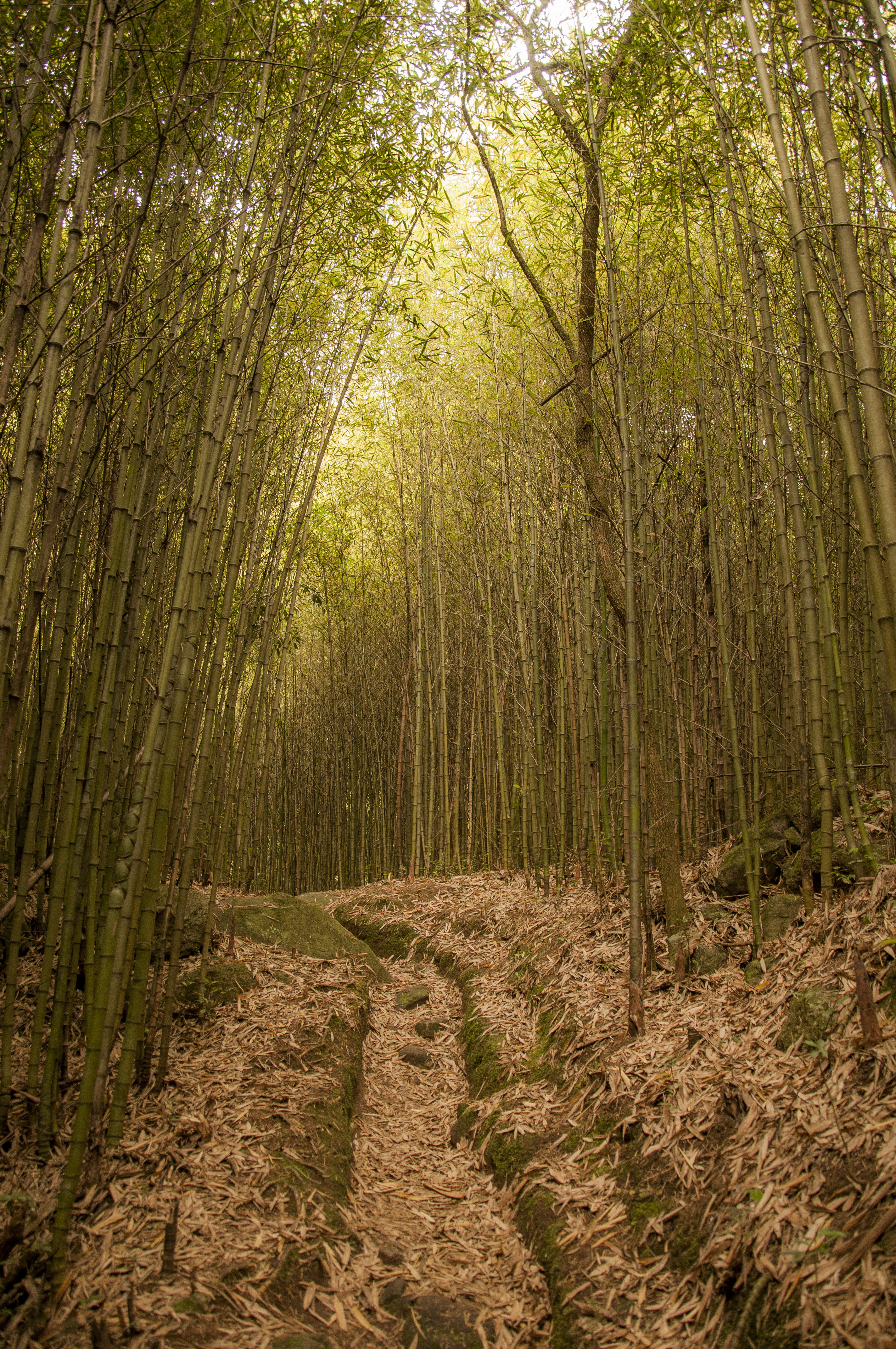
Trail at the park, Petrópolis
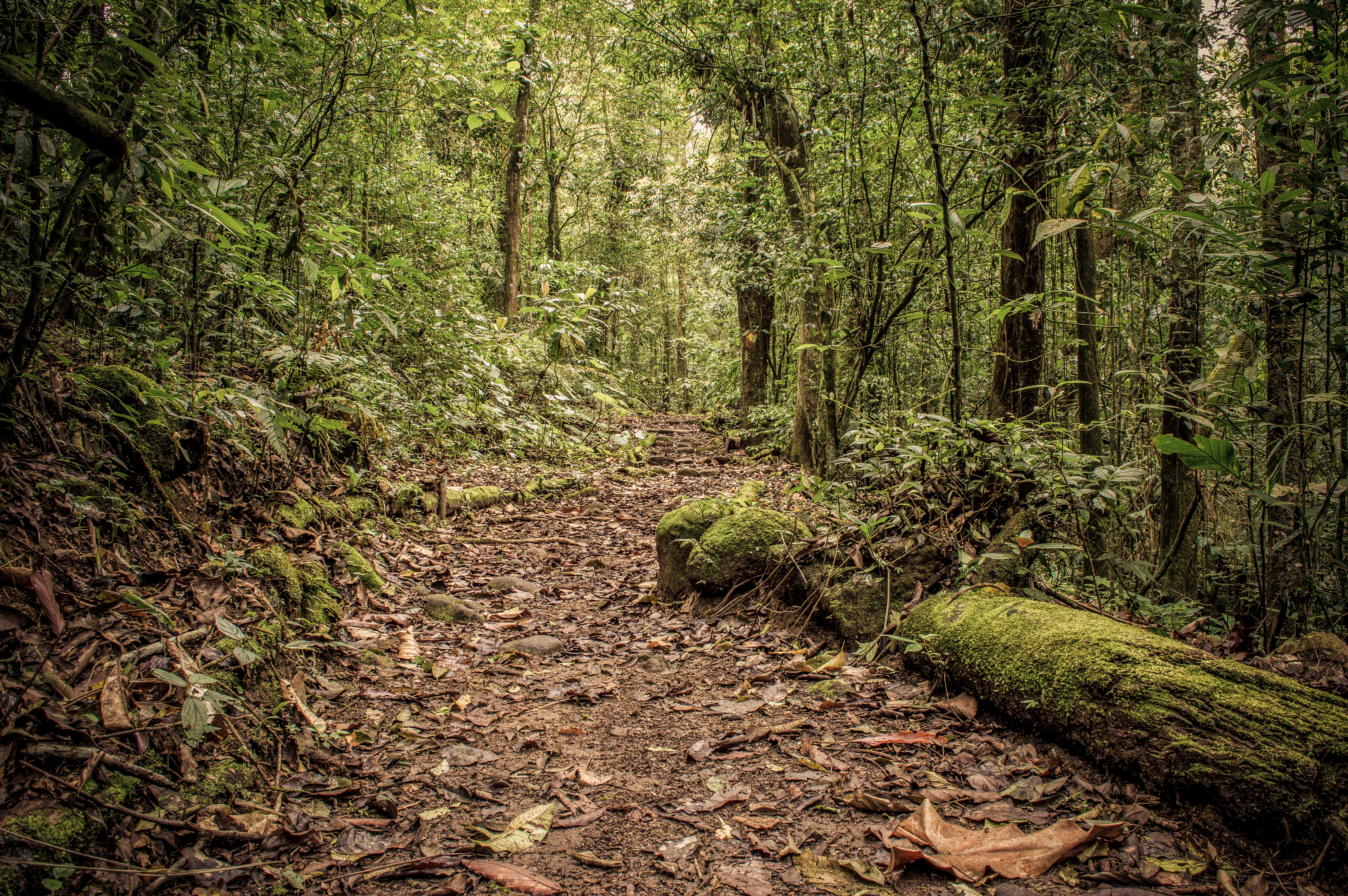
Guapimirim
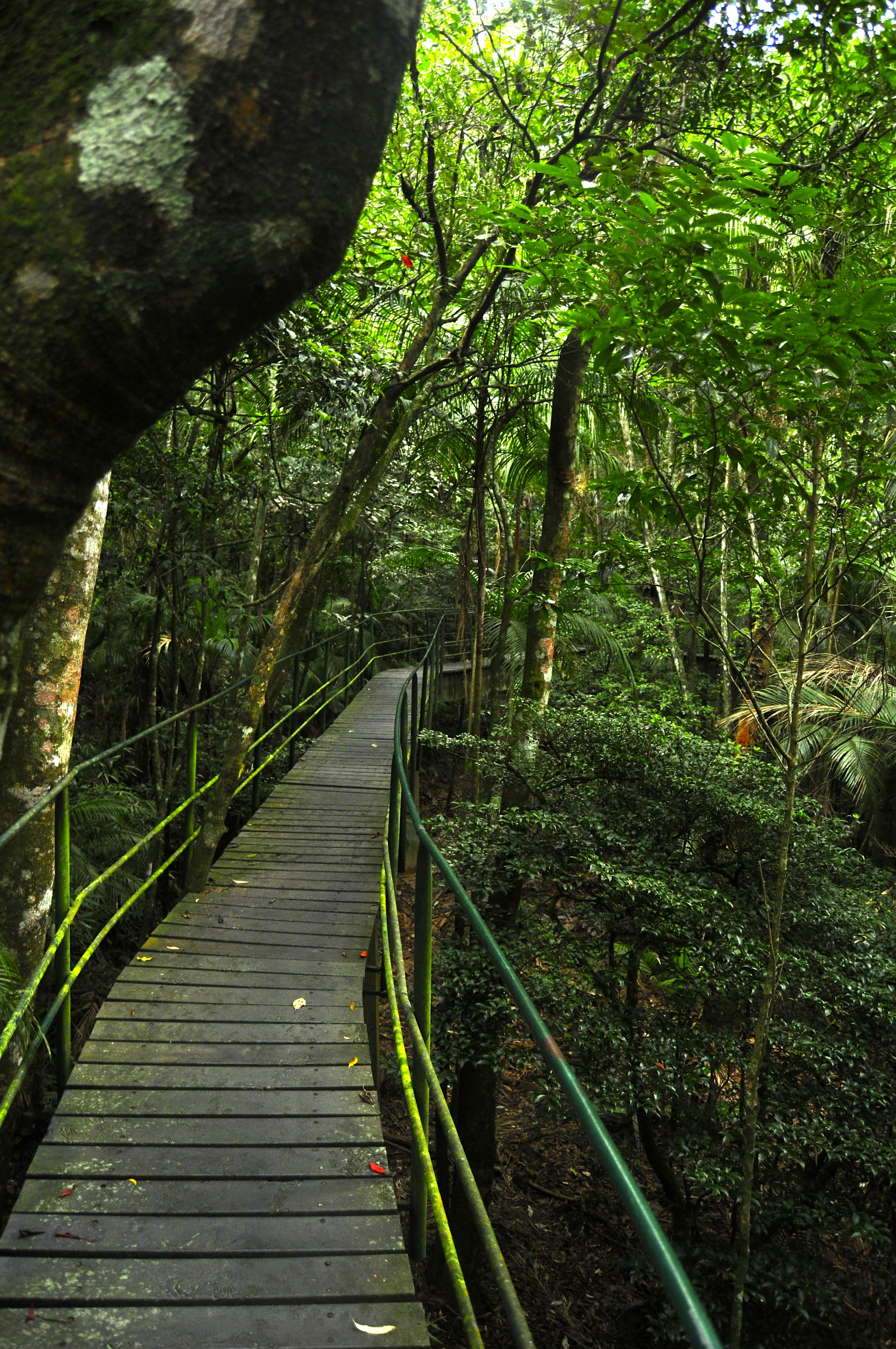
Puente colgante
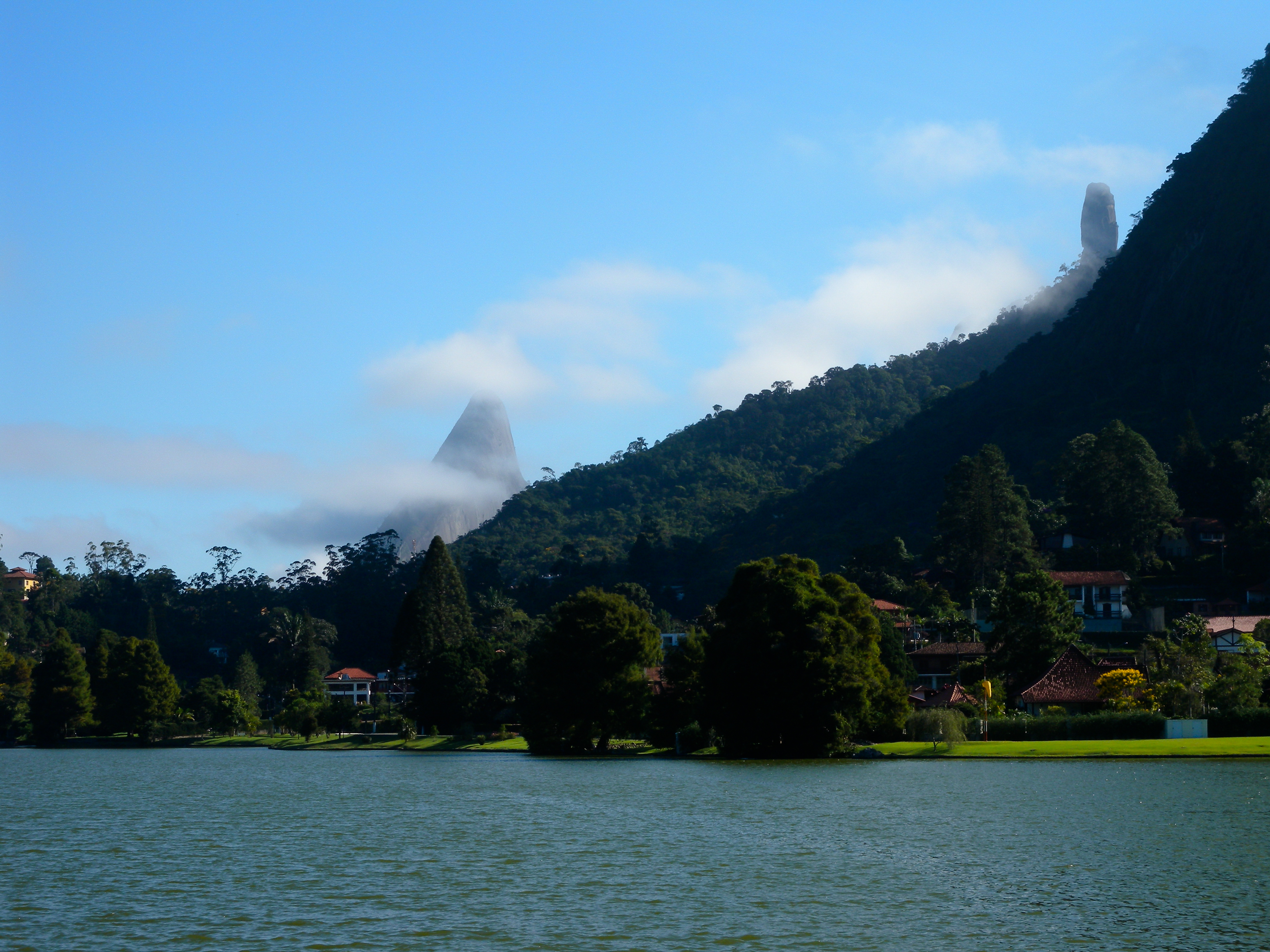
Lago Comary en Teresópolis, con el  Escalavrado y los Dedos de Dios al fondo